# Bernardo Zanchini
Bernardo Zanchini (... – 15 giugno 1584) è stato un letterato italiano.

## Biografia
Di nobile famiglia nella quale lo studio delle leggi era tradizionale, fu giureconsulto e benemerito editore delle opere del suo antenato Lapo da Castiglionchio detto il vecchio. Alla stessa famiglia apparteneva Lapo da Castiglionchio il Giovane, traduttore di testi letterari dal greco al latino.
Zanchini è noto per essere stato uno dei cinque membri fondatori dell'Accademia della Crusca. Il suo soprannome nell'Accademia era "Macerato".
La pala, ancora conservata all'Accademia, raffigurante "una scatola contenente l'amido che si otteneva dalla macerazione del grano", riporta il suo motto ripreso come quello degli altri da versi di poeti: "Da voi vien prima 'l seme" (Petrarca, Canzone VIII).
Nel contesto delle attività dell'Accademia, Zanchini si oppose a una riforma dell'Accademia promossa da Leonardo Salviati.
Piero de' Bardi, accademico della Crusca, lo descrisse come un «uomo nobile, d'onorati costumi e più che mezzanamente scienziato in tutte parti di belle lettere, di gran memoria e fino giudizio».